# Чумакаєвка
Чумака́євка (рос. Чумакаевка) — присілок у складі Бакчарського району Томської області, Росія. Входить до складу Поротниковського сільського поселення.

## Населення
Населення — 177 осіб (2010; 217 у 2002).
Національний склад (станом на 2002 рік):
- росіяни — 79 %